# タイ王国国境警備警察
タイ王国国境警備警察（タイおうこくこっきょうけいびけいさつ、タイ語: ตำรวจตระเวนชายแดน, タイ語略: ตชด., 英語: Border Patrol Police）は、タイ王国の警察の一部局。1950年代に創設された準軍事組織。国境警備と反乱鎮圧を任務とする。「タイ国境警察」とも記述される。

## 概要
国境警備警察は、1950年代にアメリカ合衆国中央情報局の援助によって創設された。形式的にはタイ国家警察の部局ではあるが、実際の作戦行動において、大幅な権限と独立性を持っている。タイ王室が伝統的に組織の最大庇護者となっており、王室や警察関係者と共益関係を築いている。多くの国家警備警察の指揮官は陸軍関係者である。

## 組織

### 国境警備警察本部
- 総務部 （กองบังคับการอำนวยการ:บก.อก.ฯ）
- 特殊訓練部 （กองบังคับการฝึกพิเศษ:บก.กฝ.ฯ）
- 支援部（กองบังคับการสนับสนุน:บก.สสน.ฯ）
- 航空支援部隊　（กองบังคับการสนับสนุนทางอากาศ：บก.สอ.ฯ、Aerial Reinforcement Unit:PARU）
- 地方国境警備警察部　（第1-4部隊）（กองบังคับการตำรวจตระเวนชายแดนภาค 1-4）
- 国境警備警察学校（โรงเรียนตำรวจตระเวนชายแดน）

### 関連組織
- 村落スカウトセンター（ศูนย์ปฏิบัติการลูกเสือชาวบ้าน ฯ）
- 国境警備警察協会（สมาคมตำรวจตระเวนชายแดน ฯ）

## 部隊行動
国境警備警察は数百に及ぶ32名構成の小隊で構成されており、それぞれの小隊は地方部隊もしくは本部に駐屯する、一隊もしくは複数の重火器小隊によって支援を受けている。航空支援部隊は緊急時、紛争地域に警察隊を航空輸送することができる。警察の武装は、近代的な軽歩兵装備。教練プログラムは1960年代にアメリカ陸軍特殊部隊群のアドバイザーによって作成されている。
同警察はタイ王国軍の重要な補助組織であり、反乱鎮圧の際には、軍の指揮下で作戦行動を行うことがある（時には、海軍とも共同する。）。
また、カンボジア国境・ラオス国境に配備されており、紛争時には第一防衛ラインとしての役割を担っている。1979年のベトナムのカンボジア侵攻の際には、タイ国境で激しい戦闘を行った。
警察は諜報活動を行っている。遠隔地、山岳地域の情報提供者を懐柔し、ネットワークの開拓、維持を行っている。遠隔地域で学校を建設したり、軍と協力して行政機関の建設、さらに地域保健所、農業支援、小規模滑走路建設なども行った。

### 航空支援部隊
国境警察航空支援部隊（PARU）は空挺作戦、作戦支援、災害救助や事故救急救命活動、国境警備警察の特殊作戦などの作戦遂行と訓練を任務をする。部隊隊員すべて、降下訓練を含む空挺作戦訓練を受けている。本部からの命令を受けて2時間以内に作戦行動が可能。
部隊行われている訓練は以下の通りである。：
- 不正規戦、対国際テロリズム戦、パラシュート降下訓練
- 災害・事故救急救命

### 村落スカウト部隊
1952年、準軍事志願防衛部隊として村落スカウトを組織。この組織は、当時、近隣国の国境侵犯、強盗、反乱で悪化した地方の治安維持のために組織化された。村落の法と秩序を保ち、緊急事態、自然災害等からか住民や財産を守ることを任務とした。スカウト部隊の隊員は国境警備警察隊員によって訓練を受ける。1980年のピーク時には5万2千人、1980年代後期には、隊員はおよそ3万3千人の隊員がいた。

### レンジャー部隊
レンジャー部隊（ทหารพราน、通称 นักรบเสื้อดำ：黒服部隊）は、11,000人の隊員を抱える志願兵準軍事部隊。1978年に創設。元々は共産主義の侵攻に対抗するために組織された。カンボジア、ミャンマーなどの紛争地域に展開している。軍隊組織構造をとり、13個連隊、196個中隊で構成される。同部隊はベトナム空爆、ベトナムのカンボジア侵攻時に多くの死傷者を出し、名を馳せた。兵士とは異なり、黒い服を着ている。国境警備警察の支援を行うことを任務とするが、公組織である警察にできない危険任務を行うことが多い。現在なお、ミャンマー国境、カンボジア国境での紛争で多くの死傷者を出している。

## 参照
1. ↑  http://www.country-data.com/cgi-bin/query/r-13813.html
2. ↑  Ball D. The Boys in Black: The Thahan Phran (Rangers), Thailand's Para-Military Border Guards. Bangkok, Thailand: White Lotus Press, 2004.

- CIA World Factbook page

## 関連事項
- タイ王国国家警察庁
- ナレースワン261警察特殊部隊（นเรศวร 261）-航空支援部隊第3連隊隷下